# Tanaro
Tanaro (kendt som Tanarus i oldtiden), er en 276 km lang flod i det  nordvestlige  Italien og en biflod til Po. Flodens kilder ligger  i De liguriske Alper i nærheden af grænsen til Frankrig. Tanaro løber gennem byerne Ceva, Alba og Asti, før den løber ud i Po i nærheden af byen Alessandria.